# Économie du Tchad

Évolution du PIB du Tchad entre 1950 et 2018

L'économie du Tchad souffre de l'éloignement géographique du pays enclavé, de la sécheresse, du manque d'infrastructures et des troubles politiques. Environ 80 % de la population dépend de l'agriculture de subsistance, y compris l'élevage. Parmi les pays francophones d'Afrique, le Tchad a été le moins bénéficiaire de la dévaluation de 50 % de sa monnaie en janvier 1994. L'aide financière de la Banque mondiale, de la Banque africaine de développement et d'autres sources est principalement destinée à l'amélioration de l'agriculture, en particulier de la production animale. En raison d'un manque de financement, le développement des champs pétroliers près de Doba, initialement prévu pour s'achever en 2000, a été reporté à 2003. Il a finalement été développé par ExxonMobil jusqu'en 2023.

## Tendances macro-économiques

### Le PIB et la croissance
Le tableau ci-dessous récapitule les tendances du PIB du Tchad aux prix du marché estimés par le Fonds monétaire international, en millions de francs CFA :
| Année | PIB       | Change du dollar US | indice des prix (2000 = 100) |
| ----- | --------- | ------------------- | ---------------------------- |
| 1970  | 90 500    | n.c.                | n.c.                         |
| 1975  | 149 400   | n.c.                | n.c.                         |
| 1980  | 146 801   | 251,15              | 44                           |
| 1985  | 390 350   | 449,19              | 69                           |
| 1990  | 439 300   | 272,18              | 64                           |
| 1995  | 721 729   | 499,12              | 85                           |
| 2000  | 986 013   | 709,87              | 100                          |
| 2005  | 2 859 966 | 526,60              | 118                          |

Le PIB par habitant augmenta de 23 % dans les années 1960 et atteint un pic à 80 % dans les années 1970. La croissance diminua ensuite à 30 % durant la décennie suivante, pour atteindre 40 % dans les années 1990.
Le revenu mensuel moyen par habitant s'élève en 2024 à 58 $.

## Aide internationale
Comme de nombreux autres pays en développement, le secteur informel est de loin plus développé que le secteur formel. Le pays est largement dépendant de l'aide internationale. Les principaux donateurs et bailleurs de fonds sont l'Union européenne et la France.
En 2021 le pays est le premier à demander une restructuration de sa dette covid.

## Données sectorielles

### Secteur primaire

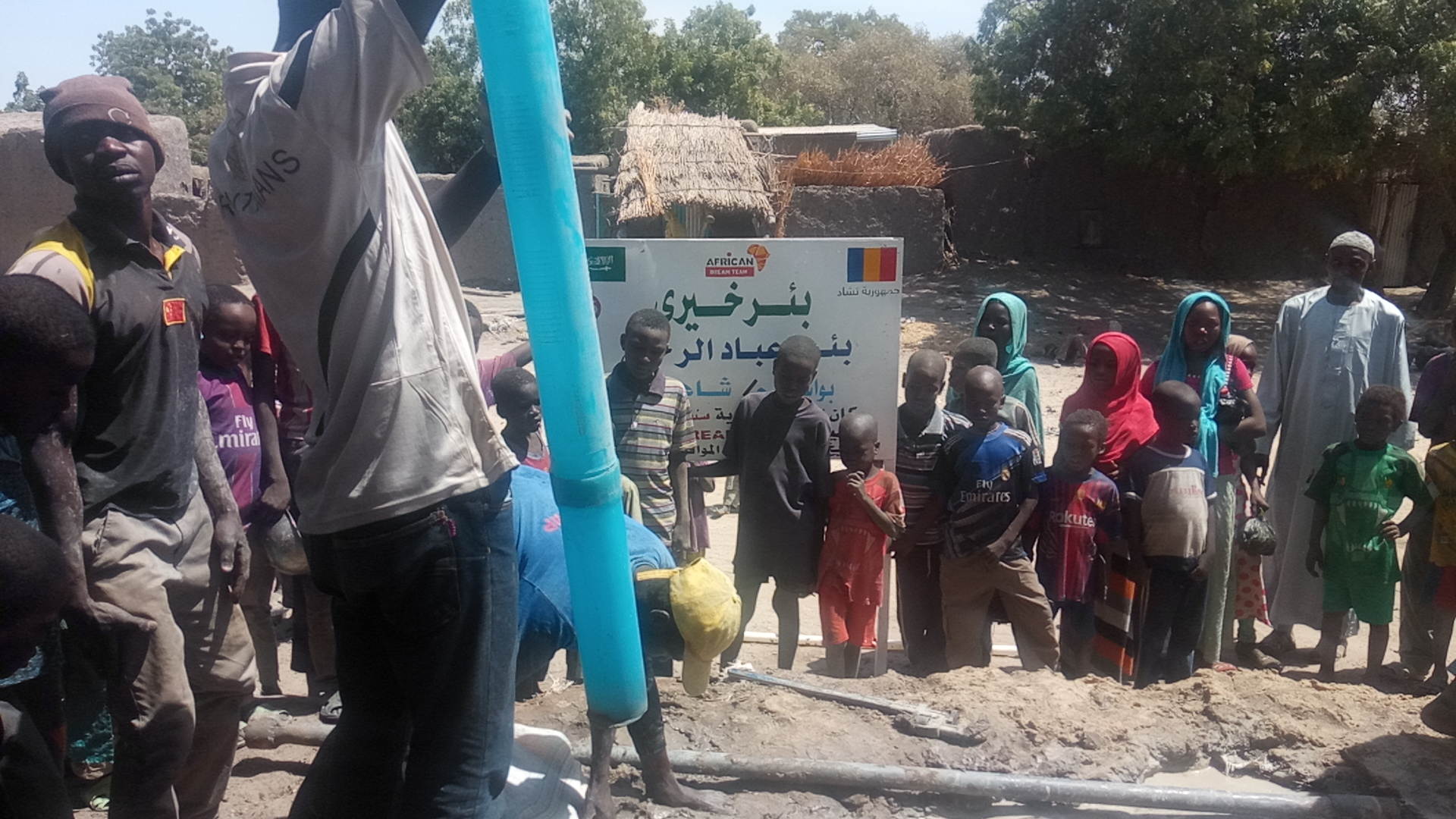
Villageois réunis autour du forage d'un puits dans le Kanem (2019).

L'agriculture, en particulier de subsistance, l'élevage et la pêche occupent plus de 80 % de la population active, pour 22,6 % du PIB. Les principales cultures vivrières sont le sorgho, le mil et l'arachide tandis que le coton, la canne à sucre, la gomme arabique et le tabac sont cultivés à des fins de rente. Les troupeaux sont constitués de bovins, de chèvres, de moutons, de chameaux et de volailles.

#### Coton

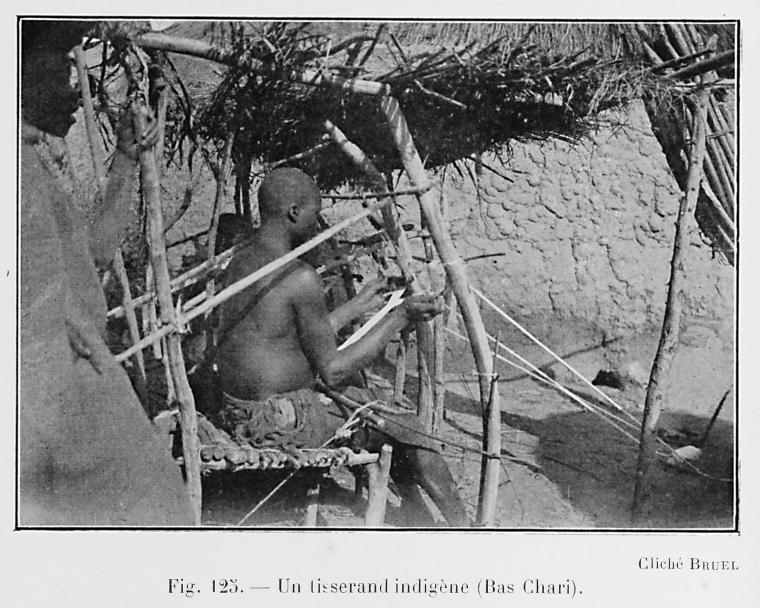
Un tisserand indigène dans la région du Bas-Chari en 1918.

L'histoire de la culture du coton en Afrique subsaharienne remonte à l'Antiquité : il était cultivé dans le royaume de Méroé, voisin du Tchad, sous la forme de l'espèce africaine Gossypium herbaceum. L'espèce indienne, Gossypium arboreum, est introduite plus tard par le commerce transsaharien arabe. Cependant, en 1904, l'officier colonial Eugène Lenfant déplore l'indifférence des populations du Tchad envers les pousses de coton sauvage et propose d'en introduire la culture. À partir des années 1920, l'administration française de la colonie du Tchad travaille à en faire le premier article d'exportation du pays. En 1928, le monopole de l'achat du coton est concédé à la Cotonfran (Compagnie cotonnière équatoriale française), société à capitaux belges. Le prix d'achat aux paysans est fixé arbitrairement par l'administration. Après l'indépendance en 1960, la Cotonfran, devenue Cotontchad, est progressivement nationalisée en conservant un statut privilégié ; le coton représente entre 70% et 90% des exportations selon les années. Jusqu'en 1976, les chefs coutumiers touchent une prime sur le coton vendu par leur canton. Les paysans subissent une forte contrainte pour cultiver le coton, seule source d'argent liquide pour s'acquitter de l'impôt. À partir des années 1960, l'introduction des insecticides et de la charrue à traction animale permettent une augmentation des rendements qui restent cependant bas, les paysans n'ayant pas les moyens d'investir dans les moyens techniques.
La production décline à partir des années 1980 à cause de la baisse des cours mondiaux. L'épuisement des sols, le manque d'eau pour l'irrigation et, dans la zone sahélienne, les conflits entre éleveurs et agriculteurs limitent le développement agricole. Depuis la privatisation de la compagnie nationale Cotontchad en 2018, passée sous le contrôle du groupe singapourien Olam, la production de coton connaît une reprise notable, passant de 17 000 tonnes en 2016-2017 à 115 000 en 2019-2020. Pour l'année agricole 2022-2023, les semis de mai-juin sont compromis par un épisode de sécheresse, de sorte qu'à partir d'août, les pluies abondantes tombent sur des champs incomplètement ensemencés : les prévisions de récoltes, estimées à 175 000 tonnes en avril 2022, sont revues à la baisse et ne devraient pas dépasser 135 000 tonnes. Le changement climatique peut être une des causes de ces irrégularités.

#### Arachide
La culture de l'arachide s'est développée à partir des années 1970 : elle est destinée en grande partie aux marchés d'exportation vers le Cameroun, du Nigeria, de la Centrafrique, de république du Congo et du Gabon où l'arachide des régions sahéliennes est appréciée car elle se conserve mieux que celle des zones forestières. Vers 2001, l'arachide représentait les trois quarts des transactions sur les marchés ruraux du sud du Tchad. Son développement est lié à la crise du secteur cotonnier, les paysans cherchant à assurer leur indépendance face au monopole étatique du coton.

#### Cultures vivrières

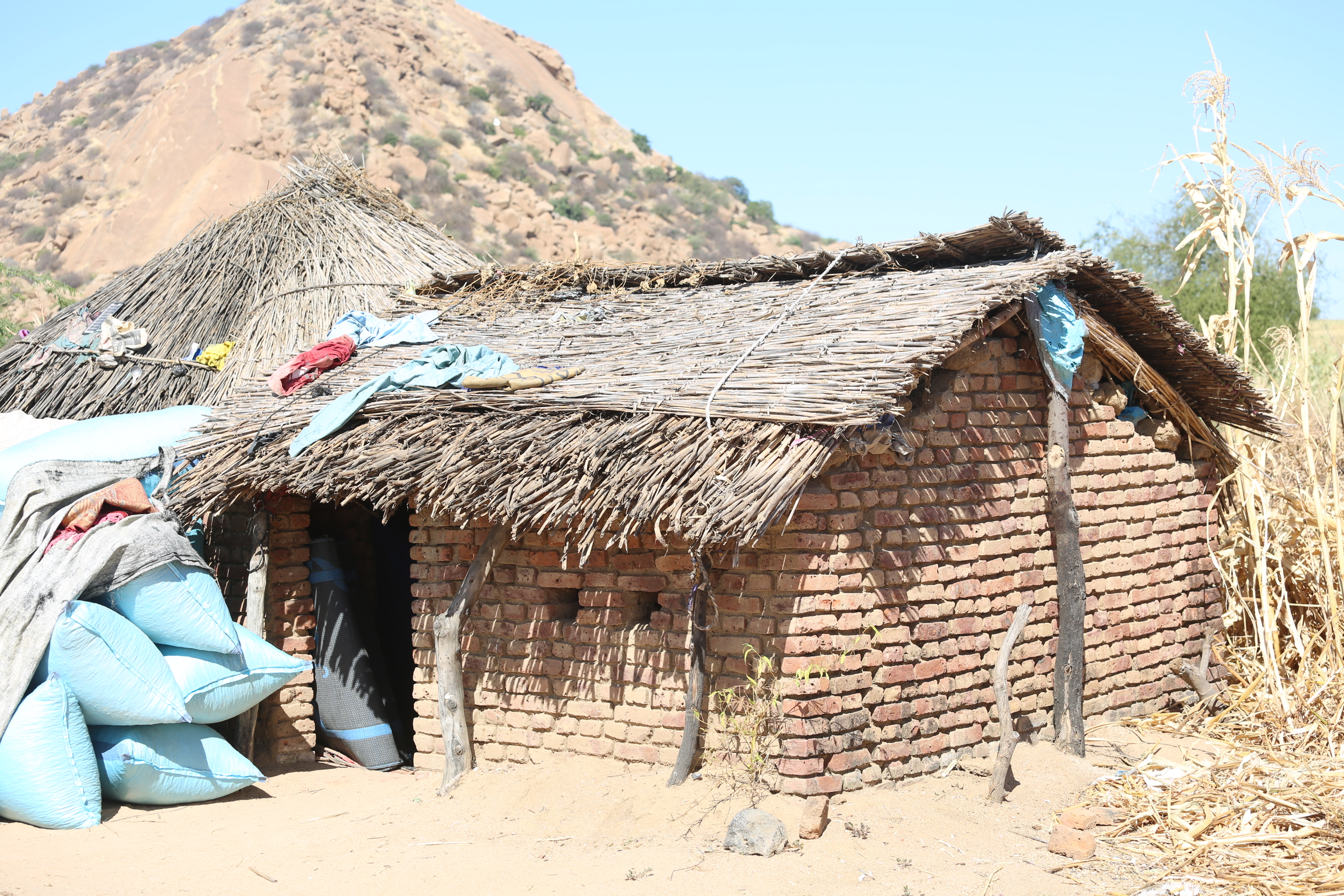
Provisions dans un village près d'Abéché en novembre 2022.

Le mil (Pennisetum glaucum) et le sorgho, cultivés en Afrique depuis le Néolithique, constituent la base de l'alimentation avec des plantes importées d'Amérique à une époque plus récente. Le sorgho rouge, consommé en farine ou en bière, était associé aux fêtes religieuses traditionnelles. Dans la société actuelle, il domine toujours le paysage agricole soudanien mais est moins estimé que le mil blanc, le maïs ou le riz. Il demande beaucoup d'eau et se conserve mal, ce qui le rend sensible aux aléas climatiques. L'éleusine, anciennement cultivée et consommée dans les zones inondables, a été progressivement abandonné au bénéfice du riz, mieux adapté au goût actuel. Le manioc, tubercule originaire d'Amérique, est cultivé dans l'extrême sud du pays : il est plus facile à cultiver que l'igname autochtone et, contrairement aux céréales, ne demande pas une protection constante contre les oiseaux. Il peut rester en terre jusqu'à trois ans ; c'est donc une culture mobilisable en toute saison. En revanche, on lui reproche d'être moins nutritif que le mil et de causer l'épuisement des sols.
Le Tchad a du mal à assurer son équilibre alimentaire. Pour l'année agricole 2022-2023, le gouvernement estime la production de céréales à 443 905 tonnes, soit un déficit net de 270 163 tonnes. La production de tubercules pour cette campagne est estimée à 552 680 tonnes, soit une hausse de 6,8% par rapport à l’année précédente.

#### Gomme arabique
Le Tchad est le deuxième producteur mondial de gomme arabique après le Soudan. Cependant, la gomme « friable » extraite de Vachellia seyal, qui pousse spontanément sur les sols argileux et lourds, est moins appréciée que la gomme « dure », cueillie sur Acacia senegal, principale production du Soudan, qui vit sur les sols rocheux ou sableux. Vers 2010-2013, les exportations du Tchad dépassent les 20 millions de dollars par an ; cette cueillette, qui nécessite peu d'outillage, contribue au revenu de 300 000 familles, généralement parmi les plus pauvres, dans les provinces de Batha, Sila, Chari-Baguirmi, Hadjer-Lamis, Guéra et Salamat. Le rendement de cette cueillette connaît de fortes variations dues à la sécheresse, aux nuages de criquets et aux conflits qui ravagent certains territoires.

#### Dattes

Récolte de dattes en octobre 2017.

#### Bétail

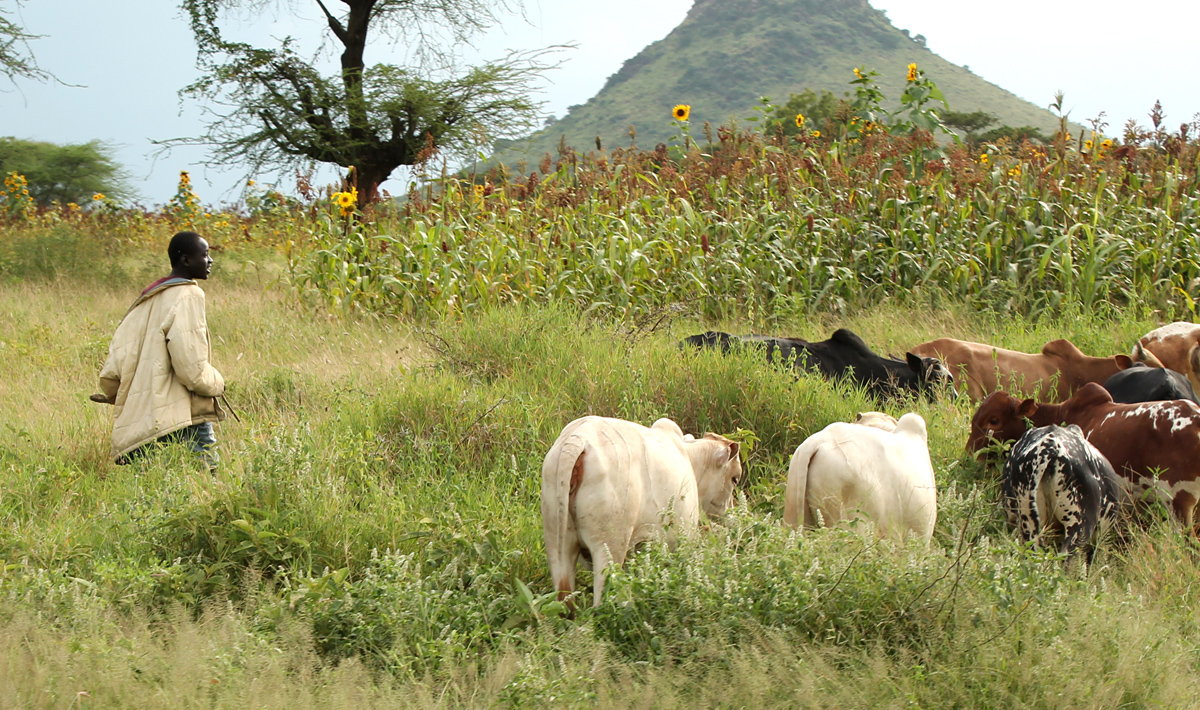
Êlevage bovin près de Bokoro en avril 2013.

Dans plusieurs régions, des conflits récurrents opposent les éleveurs peuls aux agriculteurs sédentaires qui leur reprochent de faire paître leur bétail dans leurs champs.

#### Poisson
Le poisson est une des activités traditionnelles dans le bassin du lac Tchad. Depuis les années 1960, les équipements traditionnels, pirogues en papyrus et fibres de Calotropis, ont été remplacés par des matériaux plus modernes comme les filets en nylon.
La pêche et l'aquaculture représentent 3,6% du PIB en 2016. En 2021, on estime que 10% des prises sont commercialisées à l’état frais, 15% séchées et 75% fumées avec des équipements traditionnels : les pertes par mauvaise conservation sont de l’ordre de 25 à 30%. Le gouvernement s'efforce d'améliorer l'équipement des vendeuses en fours, séchoirs et caissons isothermes.
La poissonnerie tient une place importante dans l'alimentation. Les vendeuses sont organisées dans l'Union des organisations des femmes vendeuses de poisson du Tchad.

### Natron
Le natron est exploité dans les régions sahariennes du Borkou-Ennedi-Tibesti. Cette production, relativement marginale à l'échelle de l'économie nationale, est importante pour les populations locales : les efforts du gouvernement pour la taxer sont en partie la cause de la première guerre civile tchadienne (1965-1979). Son extraction est largement informelle car il est ramassé dans des gisements à ciel ouvert difficiles à contrôler. La main-d'œuvre est saisonnière, en partie extérieure à la région, en partie fournie par les communautés locales. Le bénéfice vient surtout de la taxe prélevée sur chaque charge de chameau ou de camion, partagée entre le représentant de l'État et celui de la chefferie-canton.

### Électricité

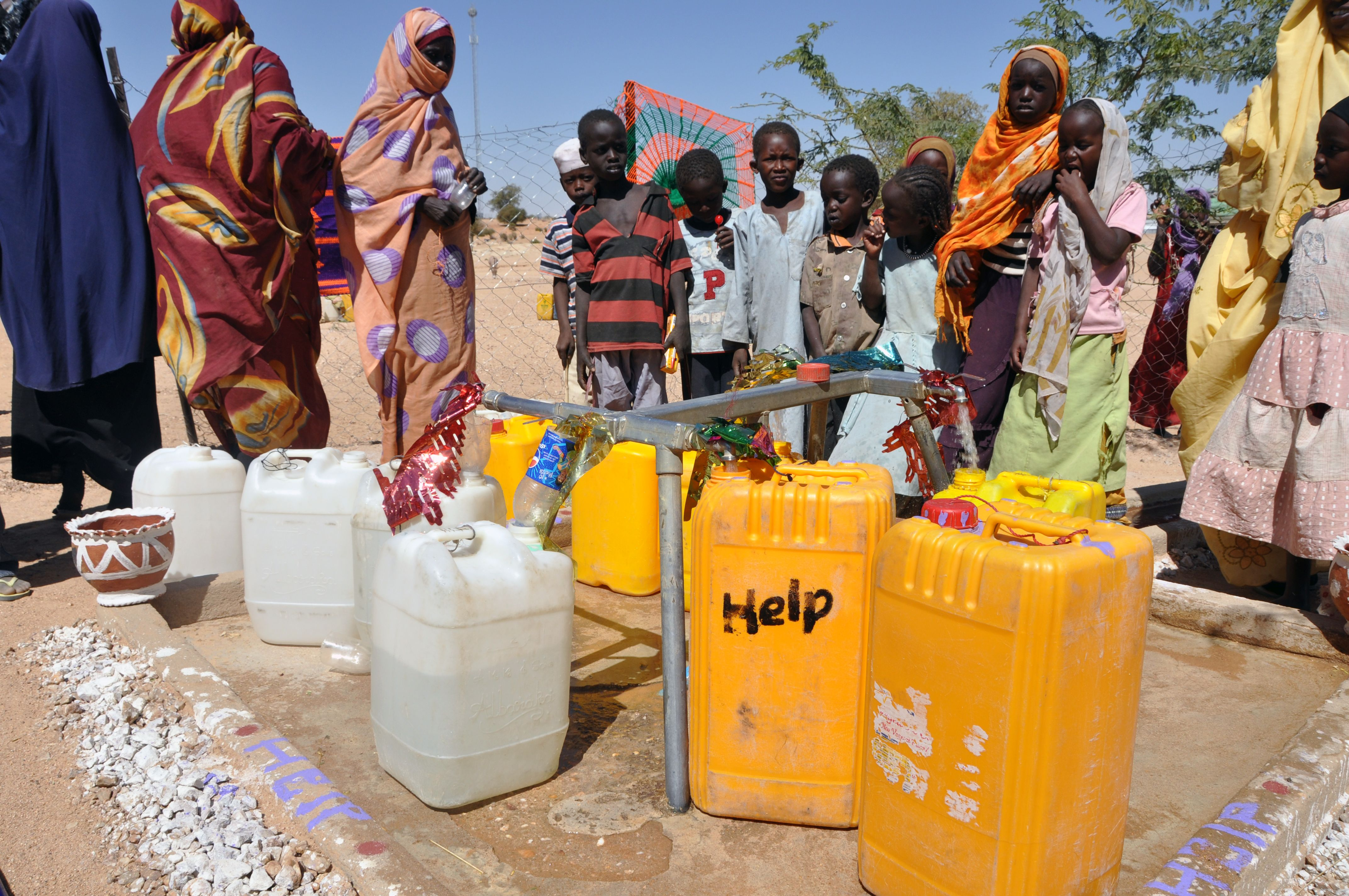
Pompe à eau à énergie solaire en janvier 2012.

L'électricité au Tchad est fournie par des centrales thermiques utilisant le pétrole. Malgré les ressources du pays, le carburant reste très cher et l'électricité est distribuée de façon irrégulière (nombreux délestages dus à une capacité de production insuffisante) et à un coût prohibitif pour une assez grande partie de la population.
En décembre 2022, la Banque mondiale accorde au gouvernement tchadien un don de 60 millions de dollars pour améliorer la production et la distribution d'énergie solaire photovoltaïque, ce qui permet d'améliorer l'autosuffisance énergétique du pays tout en réduisant la pollution par le fioul lourd.

### Secteur tertiaire

#### Exportations
Le Cameroun et le Nigeria sont les principaux débouchés du marché tchadien en Afrique, tandis que la France, l'Allemagne et le Portugal sont ses premiers clients en Europe. Avant l'exploitation des réserves pétrolières, le coton représentait 40 % des exportations du pays. La réhabilitation de CotonTchad, la plus grande compagnie cotonnière, qui souffrit de la chute des prix de la matière première, fut financée par la France, les Pays-Bas, la Communauté économique européenne et la Banque internationale pour la reconstruction et le développement. Depuis janvier 2002, le secteur para-étatique est en cours de privatisation.
Les autres produits d'exportation sont la gomme arabique ainsi que des animaux d'élevage et du poisson fumé et séché avec ses voisins directs (Nigeria, Cameroun et Soudan).